# (5895) 1982 UF2
1982 يو أف 2 (ويعرف أيضًا باسم (5895) 1982 يو أف 2 وفق تسمية الكوكب الصغير) (بالإنجليزية: 1982 UF2)‏ هو كويكب ضمن حزام الكويكبات؛ وترتيبه 5895 من حيث الاكتشاف.
اكتُشف هذا الجُرم الفلكي بواسطة Zdeňka Vávrová ‏ في 16 أكتوبر 1982.

## وصلات خارجية
- (5895) 1982 UF2 في قاعدة بيانات مختبر الدفع النفاث لأجرام النظام الشمسي الصغيرة

- الاكتشاف · مخطط المدار ·  العناصر المدارية · المعلمات المادية

- (5895) 1982 UF2 على موقع ويكي سكاي: DSS2, SDSS, GALEX, IRAS, Hydrogen α, X-Ray, Astrophoto, Sky Map, Articles and images